# Frauenkirche (Drážďany)
Frauenkirche (doslovným překladem „kostel (naší) paní“, česky kostel Panny Marie) je evangelicko-luterský kostel v Drážďanech. Jedná se o symbol saské metropole a o jednu z nejvýznamnějších barokních staveb Německa. Kupole kostela je jednou z největších na sever od Alp.

## Historie do 2. světové války

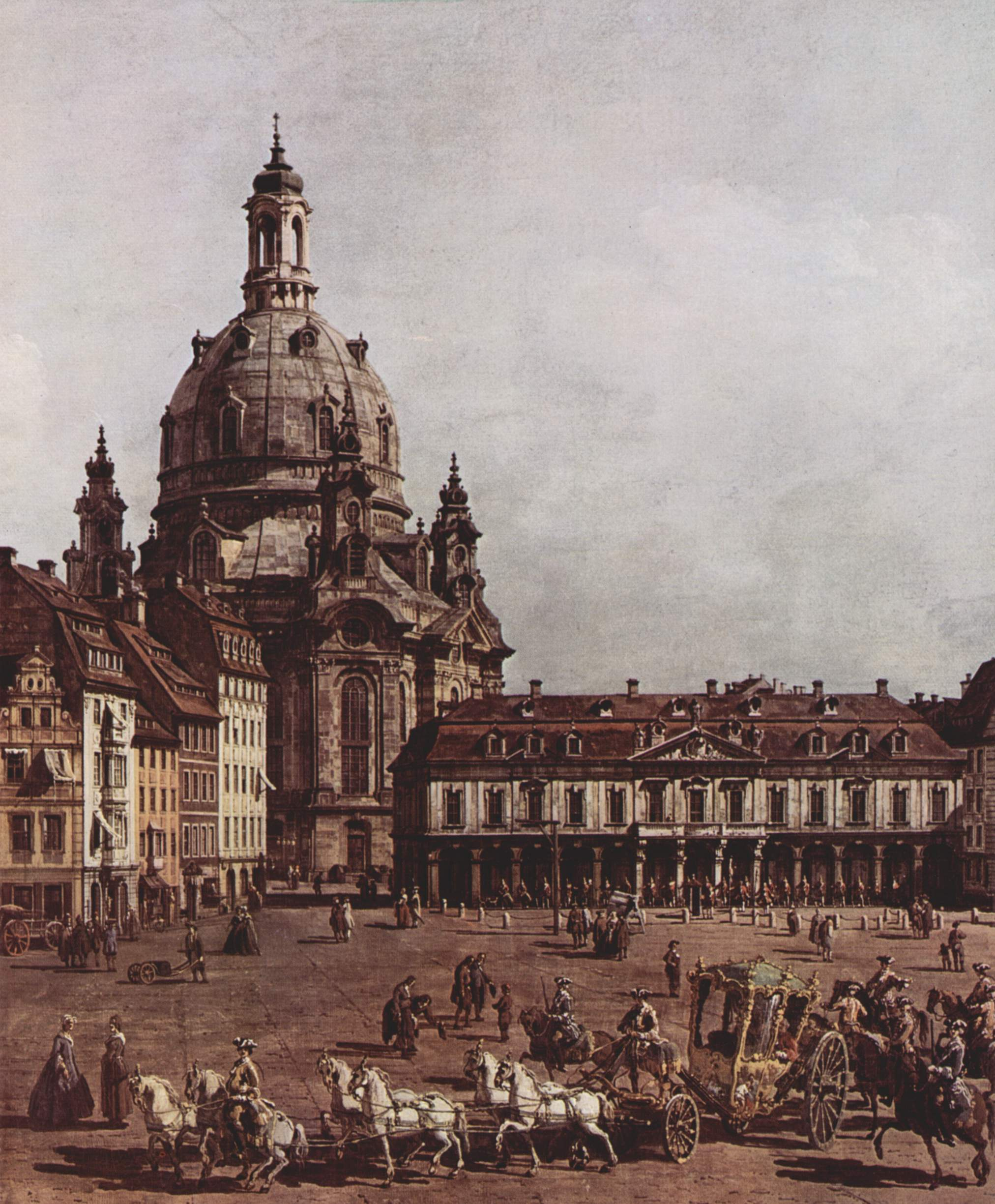
Bellotto – dobový pohled na Frauenkirche a okolní budovy

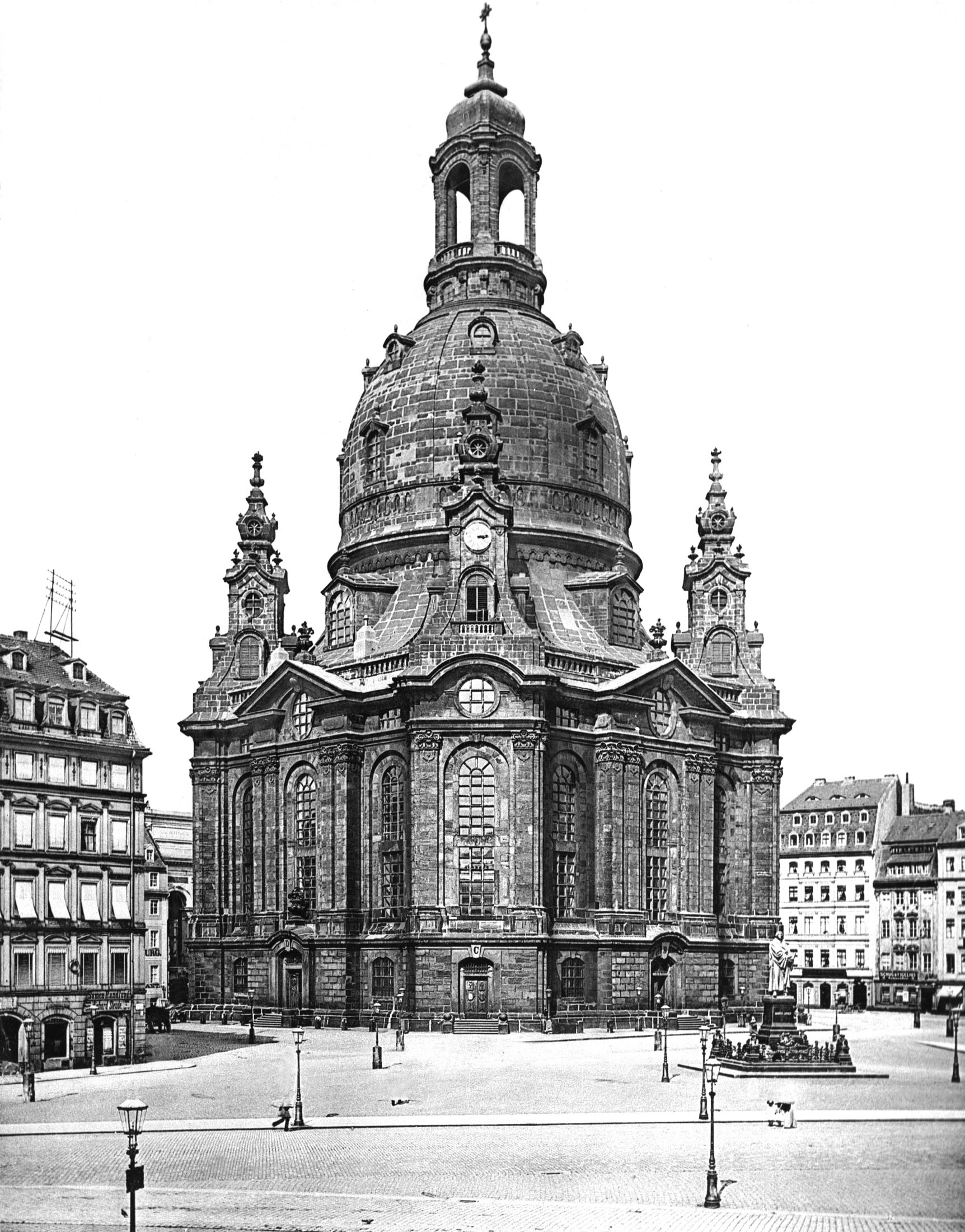
Frauenkirche v roce 1897

Již v 11. století se na místě dnešního chrámu nacházel nevelký dřevěný kostelík zasvěcený Panně Marii, podle všeho nejstarší křesťanská svatyně v regionu. Sloužil jako misijní centrum, jež mělo za úkol christianizaci Lužických Srbů, obývajících okolní území. Již ve 12. století byl nahrazen kamennou románskou stavbou; její základy byly zjištěny archeologickým výzkumem. Když se koncem 13. století Drážďany překotně rozrostly, stal se svatostánek kostelem farním. Další přestavba v gotickém stylu následovala ve 14. století a o sto let později byl kostel přebudován ve stylu pozdněgotickém.
V době reformace se stal součástí luteránské farnosti a od roku 1539 sloužil více než 20 let pouze k vypravování pohřbů, mše se v něm začaly sloužit znovu až v roce 1559. Koncem 16. století, v souvislosti se změnou průběhu městských hradeb, se ocitl v městské zástavbě, což značně ovlivnilo rozhodnutí Fridricha Augusta II. o postupné likvidaci kostelního hřbitova z hygienických i urbanistických důvodů; v této souvislosti bylo mnoho hrobů zničeno.
Na počátku 18. století počet věřících stále rychleji rostl a další rozšíření stávající budovy nebylo již možné, ba dokonce, poněvadž od poslední důkladné rekonstrukce uplynulo již hodně času, hrozilo její poškození, ne-li zřícení.
V důsledku výše uvedených okolností rozhodla drážďanská městská rada roku 1722 o stržení starého kostela a o stavbě nového svatostánku. Projektem pověřila městského architekta George Bähra (1666-1738), jednoho z největších mistrů německého baroka. Práce na projektu trvaly čtyři roky. Povolení stavět bylo vydáno 26. července roku 1726. 26. srpna téhož roku byl položen základní kámen stavby, jež byla dokončena roku 1743. Náklady činily 288 570 tolarů, 13 grošů a 64,4 feniků; většina z nich byla uhrazena z darů drážďanských měšťanů. Významně však přispěly i dary určené protestantům ze Salcburku. Ti byli z vlasti vypuzeni pro svou víru, přebývali dočasně v Sasku, ale pomoc se k nim nedostala a byla využita při stavbě nového chrámu.
Kostel Panny Marie (Frauenkirche) byl od počátku vybudován jako kostel luteránský, a to přesto, že kurfiřtem Saska byl v té době katolík Fridrich August II. (1670-1733). Ten byl ovšem původně protestant jako celá jeho rodina, konvertoval však roku 1697 ke katolicismu, aby mohl získat polskou královskou korunu.
Bährova výrazná architektura a koncepce kostela zachytila nový duch v liturgii protestantského obřadu. Oltář a presbyterium se nacházejí v centru pozornosti celého shromáždění věřících.
Stavba o celkové výšce 91,23 m, šířce 41,96 m a délce 50,02 m byla vybudována ze saského pískovce. Nejobdivuhodnější je na ní bezpochyby neobvyklá kupole kostela zvaná die Steinerne Glocke neboli kamenný zvon. Váží kolem 12 000 tun, začíná ve výši kolem 40 m, vnitřní průměr má 26,15 m dole a nahoře 10 m; zakončena je lucernou, jež je nasazena ve výšce 62 m nad povrchem náměstí Neumarkt. Je to triumf techniky a inženýrství své doby, srovnatelný snad jen s Michelangelovou kupolí baziliky svatého Petra v Římě. Kupole o váze 12 000 tun se vypíná do výše bez jakýchkoliv vnitřních podpěr. Přes veškeré negativní předpovědi zůstala kupole po celou dobu stabilní, i když během sedmileté války v roce 1760 zasáhlo kostel více než sto dělových koulí pruské armády.
V roce 1736 slavný stavitel varhan Gottfried Silbermann (1683-1753) postavil pro Frauenkirche třímanuálový, čtyřicetitřístopý nástroj. Varhany byly nainstalovány 25. listopadu a veřejnosti je koncertem 1. prosince představil Johann Sebastian Bach (1685-1750).
Dokončený kostel dodal Drážďanům výraznou siluetu (jež byla zachycena např. v obrazech známého malíře Bernada Bellotta zvaného Canaletto) a přes 200 let zcela dominoval drážďanskému panoramatu.
V roce 1849 se kostel stal srdcem revoluce známé jako květnové povstání v Drážďanech a byl obklopen barikádami.

## Zničení na konci 2. světové války
Kostel byl kompletně zničen jako důsledek náletu na Drážďany v noci z 13. na 14. února roku 1945. Stavba samotná sice přímo zasažena nebyla, pískovec ale neustál vysoké teploty okolo 1 200 °C , které byly způsobeny rozsáhlým požárem, jenž tehdy postihl celé centrum města. 15. února ráno se kupole kostela zhroutila.
Hromada trosek a kamenů byla ponechána v centru města na dalších 45 let jako připomínka 2. světové války. Krátce po jejím skončení se nicméně začalo s jejich číslováním a konzervováním. Vzpomínky a pieta místa zabránila komunistickým úřadům v odstranění trosek a vytvoření parkoviště. Roku 1966 se stala ruina oficiálním památníkem proti válce.
V roce 1982 se ruiny staly místem pokojných protestů proti komunistickému režimu. Ve výročí bombardování 400 obyvatel Drážďan uctilo památku tichem a svíčkami.

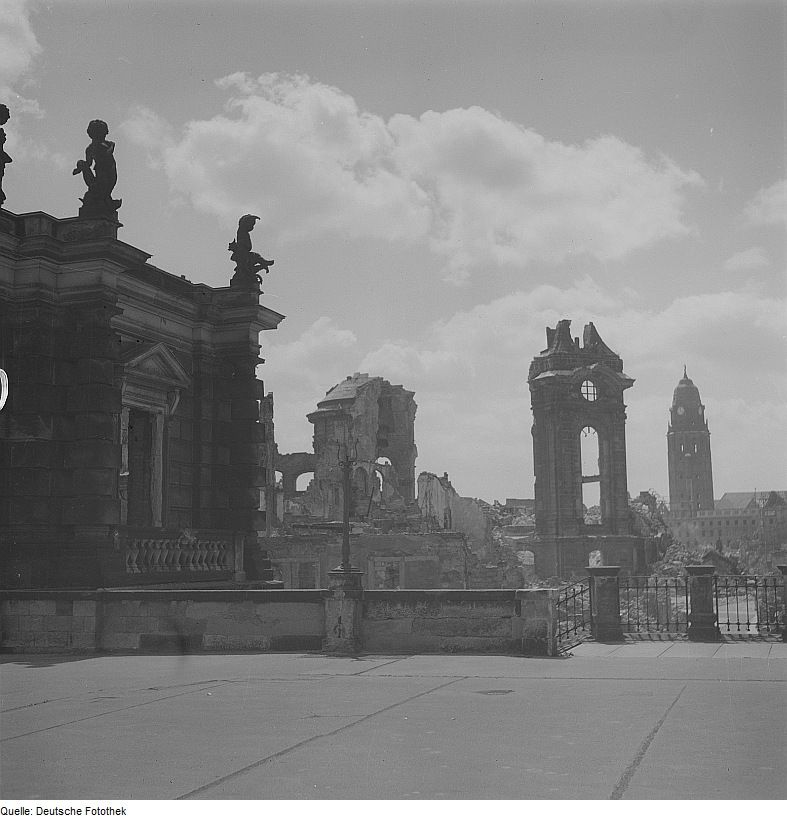
Ruiny kostela v roce 1945
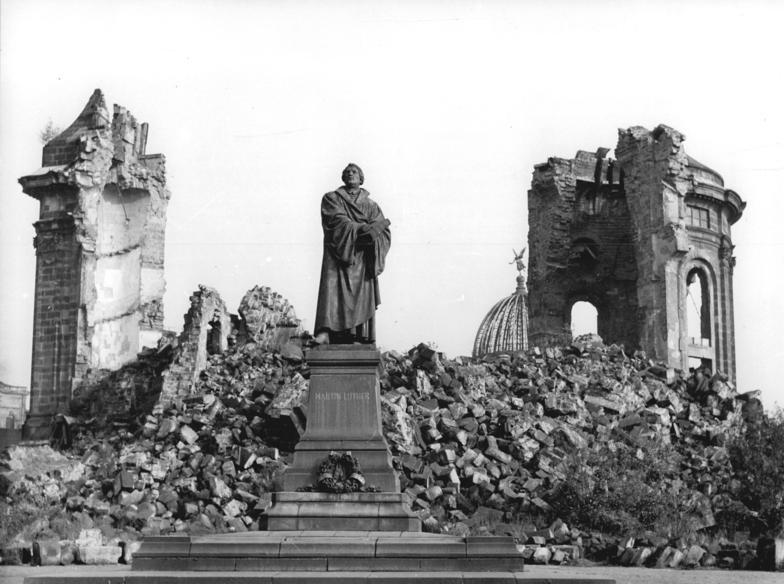
Lutherův pomník před ruinami v roce 1958
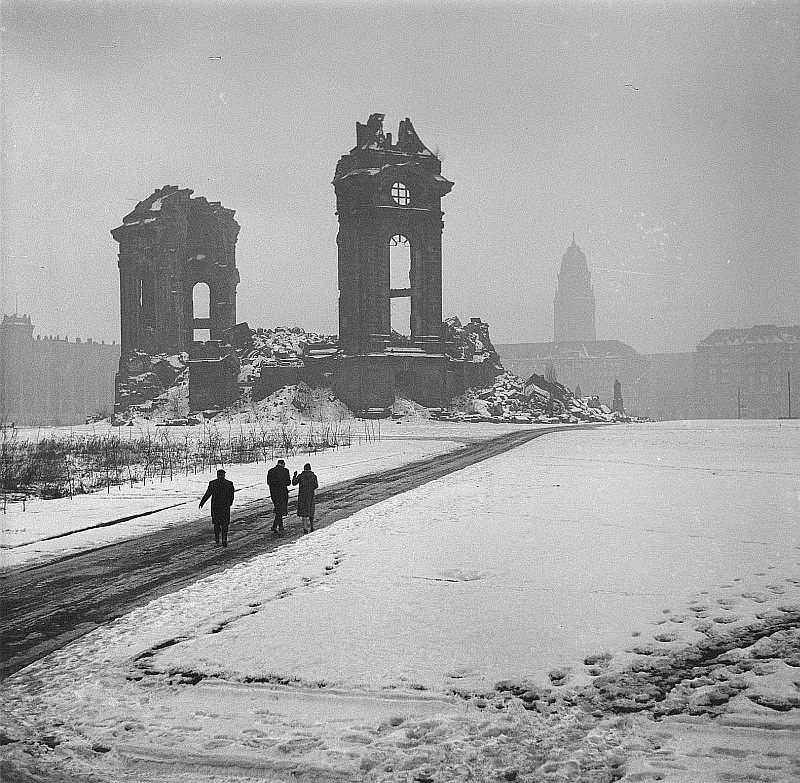
Pohled na trosky v roce 1965
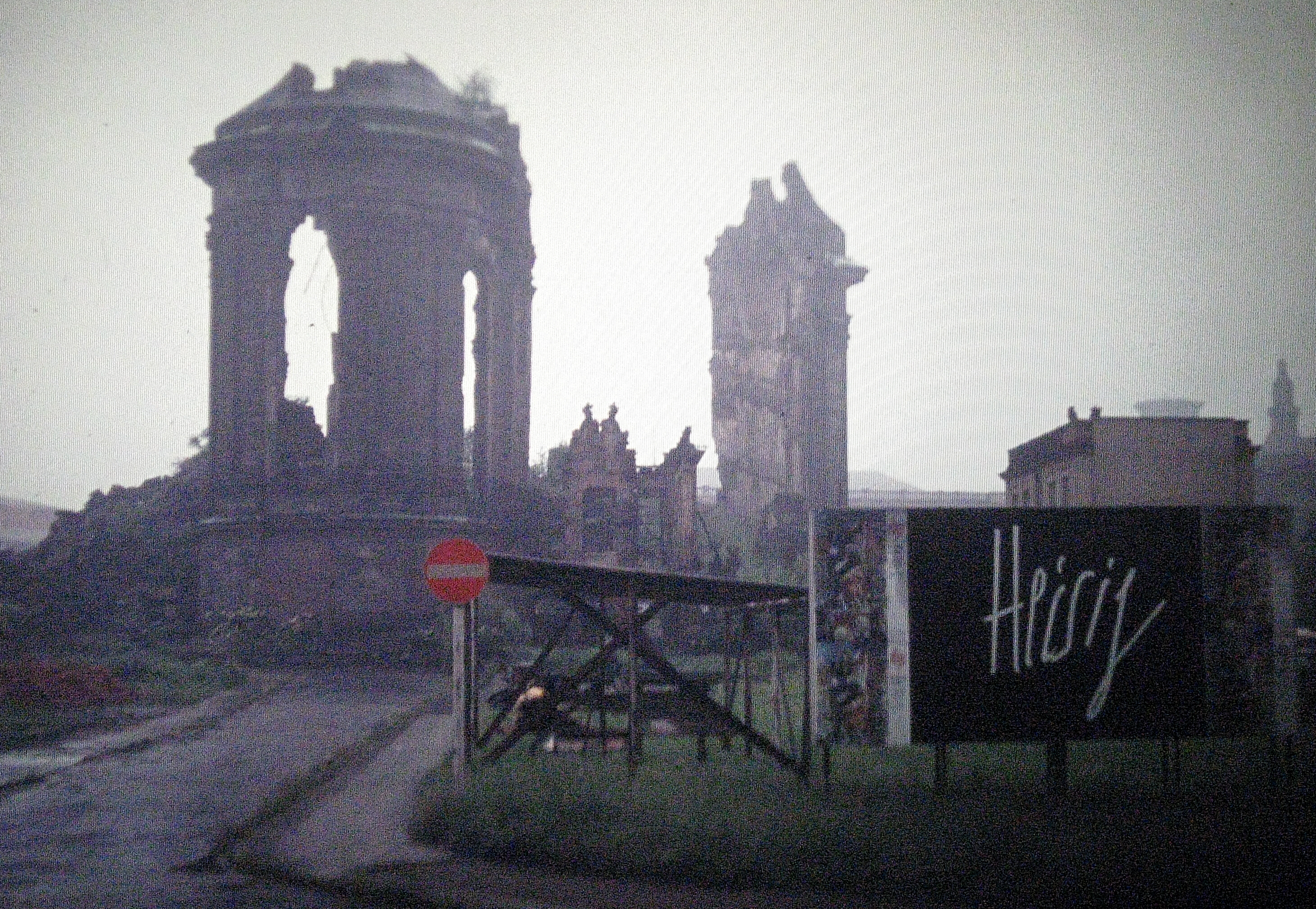
Květen 1973, památník bez designu
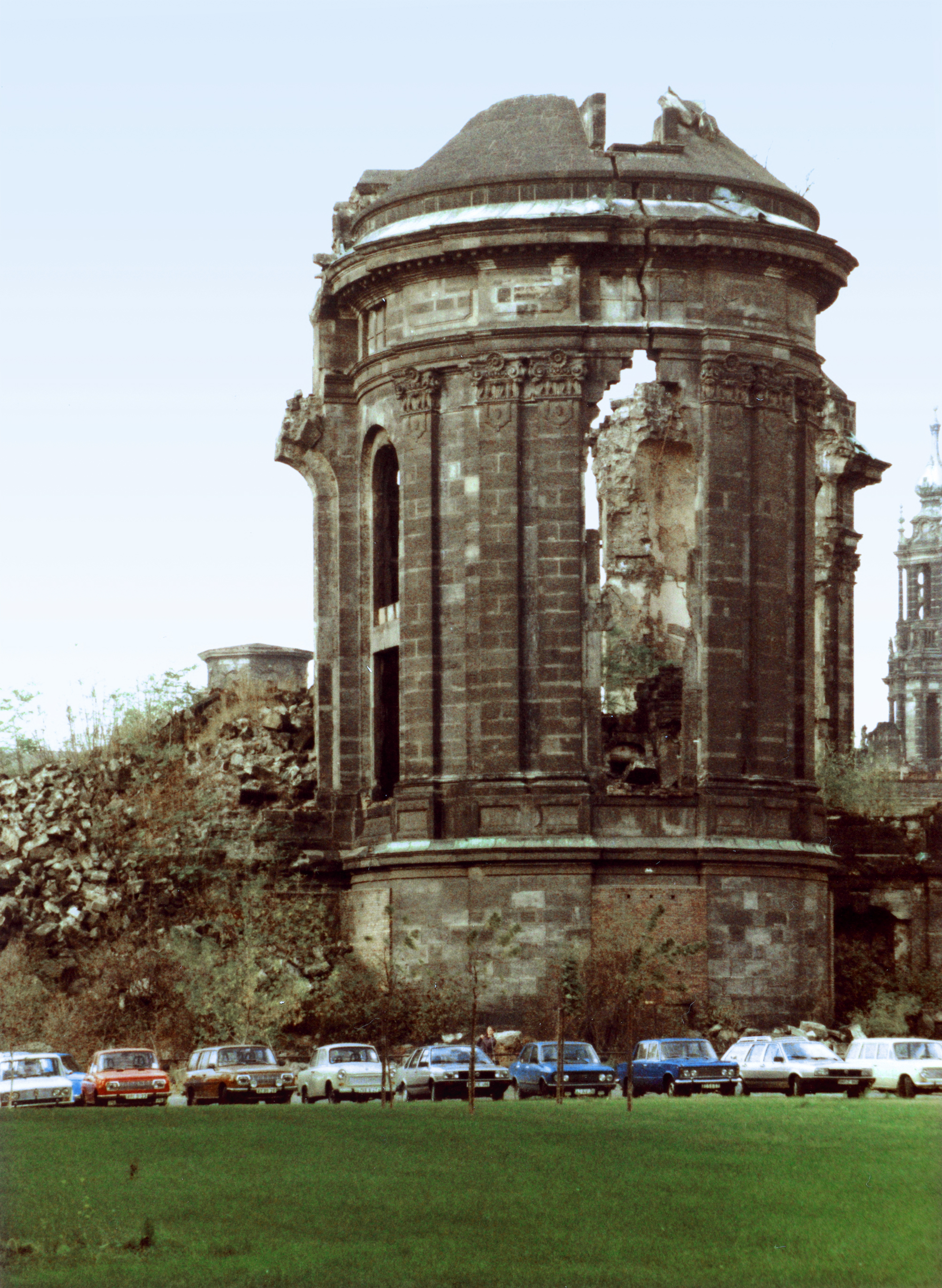
Stav v roce 1985
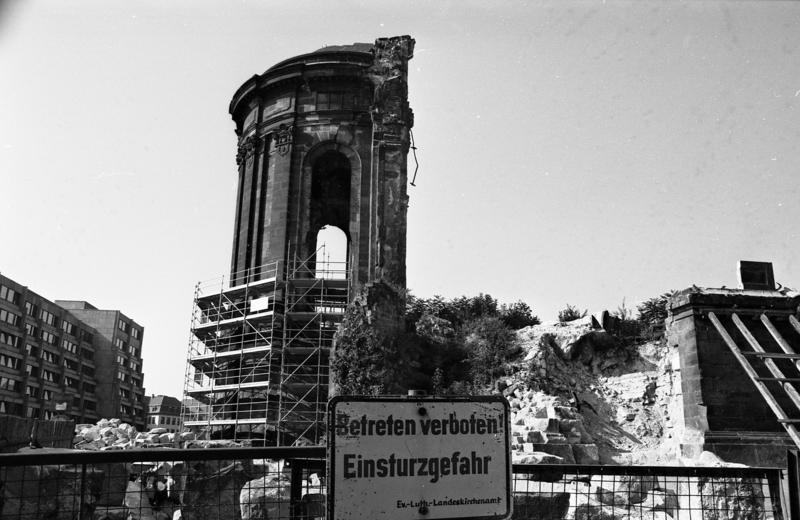
Počátek obnovy kostela v roce 1991. Na snímku je patrno, co z kostela zbylo po náletu.

## Příprava rekonstrukce a získávání finanční podpory

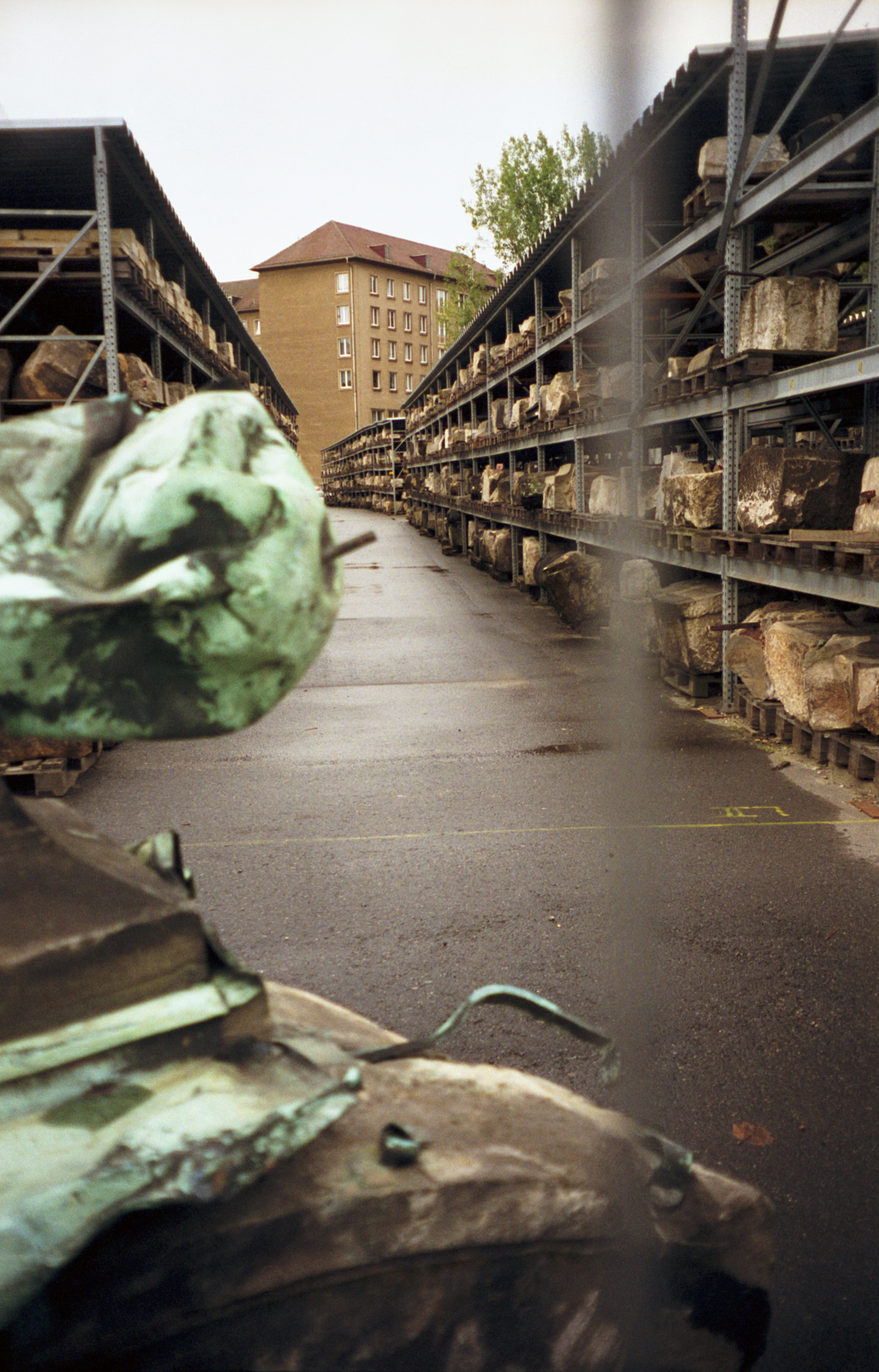
Označené fragmenty trosek v září 1999

Už v posledních měsících války se objevovaly snahy o rekonstrukci kostela. Z politických důvodů se ale rekonstrukce neuskutečnila. Trosky byly zakonzervovány a prohlášeny válečným památníkem stejně jako trosky katedrály v Coventry v Anglii, která byla zničená německým bombardováním v roce 1940.
Po znovusjednocení Německa se situace změnila. Ale ještě předtím v roce 1989 založil hudební virtuos, světově proslulý trumpetista a dirigent Ludwig Güttler občanskou iniciativu „Společnost pro rekonstrukci Frauenkirche“ a začal masivní fundraisingovou kampaň, která vedla k získání dostatečného počtu financí. Již 10. prosince 1989 vybrali mezi sebu berlínští filharmonici 7 000 marek.
Rekonstrukce Frauenkirche stála 180 miliónů €. Drážďanská banka zaplatila více než polovinu ceny pomocí příspěvkových certifikátů a sama přispěla částkou 7 miliónů eur. Dalších 2,3 miliónů eur se vydělalo pomocí symbolického prodávání stavebních kamenů. Šest set tisíc lidí postupně věnovalo bezmála sto milionů eur (asi 2,76 miliardy Kč). Přispěl i slavný německo-americký vědec Günter Blobel, který věnoval na rekonstrukci peníze získané v roce 1999 za Nobelovu cenu za fyziologii a medicínu (tehdy 1,8 milionu marek, tj. asi 820 000 eur). Nadace „Společnost pro rekonstrukci Frauenkirche“ navíc sdružila na 13 tisíc sponzorů z 23 zemí.

## Rekonstrukce

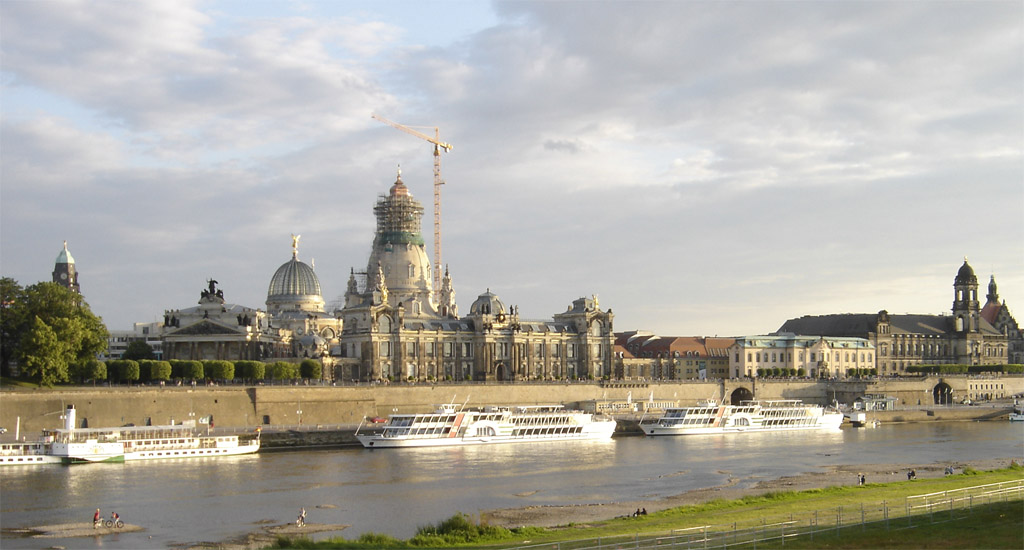
Frauenkirche v září 2004 – kupole kostela opět dotváří panorama Drážďan

Samotná rekonstrukce, nejkomplikovanější v dějinách světové architektury, trvala 12 let. Započala v roce 1994 tříděním, evidencí a restaurováním 22 tisíc kubíků sutin. Každý kámen dostal pětimístné identifikační číslo a byl ze všech šesti, později z úsporných důvodů ze čtyř stran ofotografován; kameny byly následně identifikovány a označeny pro znovupoužití ve stavbě. Originální stavební plány z 18. století se však nezachovaly. Informace o původní stavbě byly čerpány ze starých obrazů a fotografií a z dokumentace opravy kostela realizované ve 20. letech 20. století; studovaly se výpovědi svědků osudové noci a z nich se rekonstruoval postup zkázy. Podle nich byl sestaven přesný počítačový 3D model stavby v měřítku 1 : 20. Každé původní části bylo určeno příslušné místo v modelu – do stavby se tak podařilo zakomponovat 43 % původních součástí. Ty jsou oproti novým částem výrazně tmavší. Podařilo se např. objevit plnou čtvrtinu obvodového zdiva – 8390 kusů, použít však šlo jen 3634 kamenných bloků.
Architekti upravili proti původním plánům zejména podzemní prostory, kde vznikl koncertní sál. Všechny nosné pilíře byly nově postaveny z pískovce. 12 000 tun vážící kupole byla vytvořena postupným skládáním přesně opracovaných kamenných částí na nosný dřevěný skelet, který byl nakonec odstraněn.
Kostel má po rekonstrukci zabudovanou klimatizaci, elektrické osvětlení a kompletní ozvučení. Je zároveň bezbariérově přístupný pro vozíčkáře, a to díky vertikálním zdvihacím plošinám umístěným u vchodů.
Frauenkirche byla vysvěcena 30. října 2005, v předvečer protestantského svátku Den reformace.

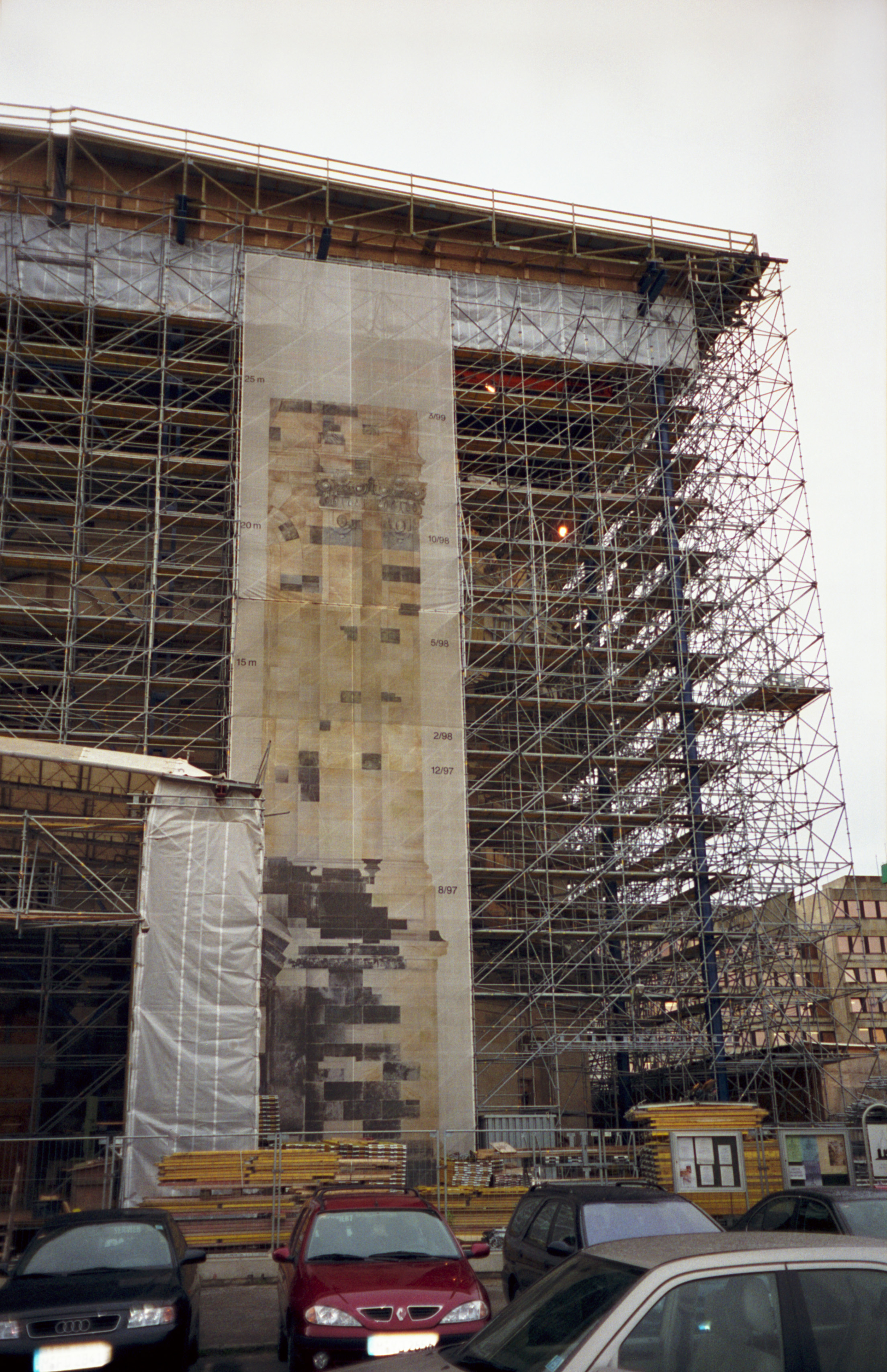
S lešením v roce 1999
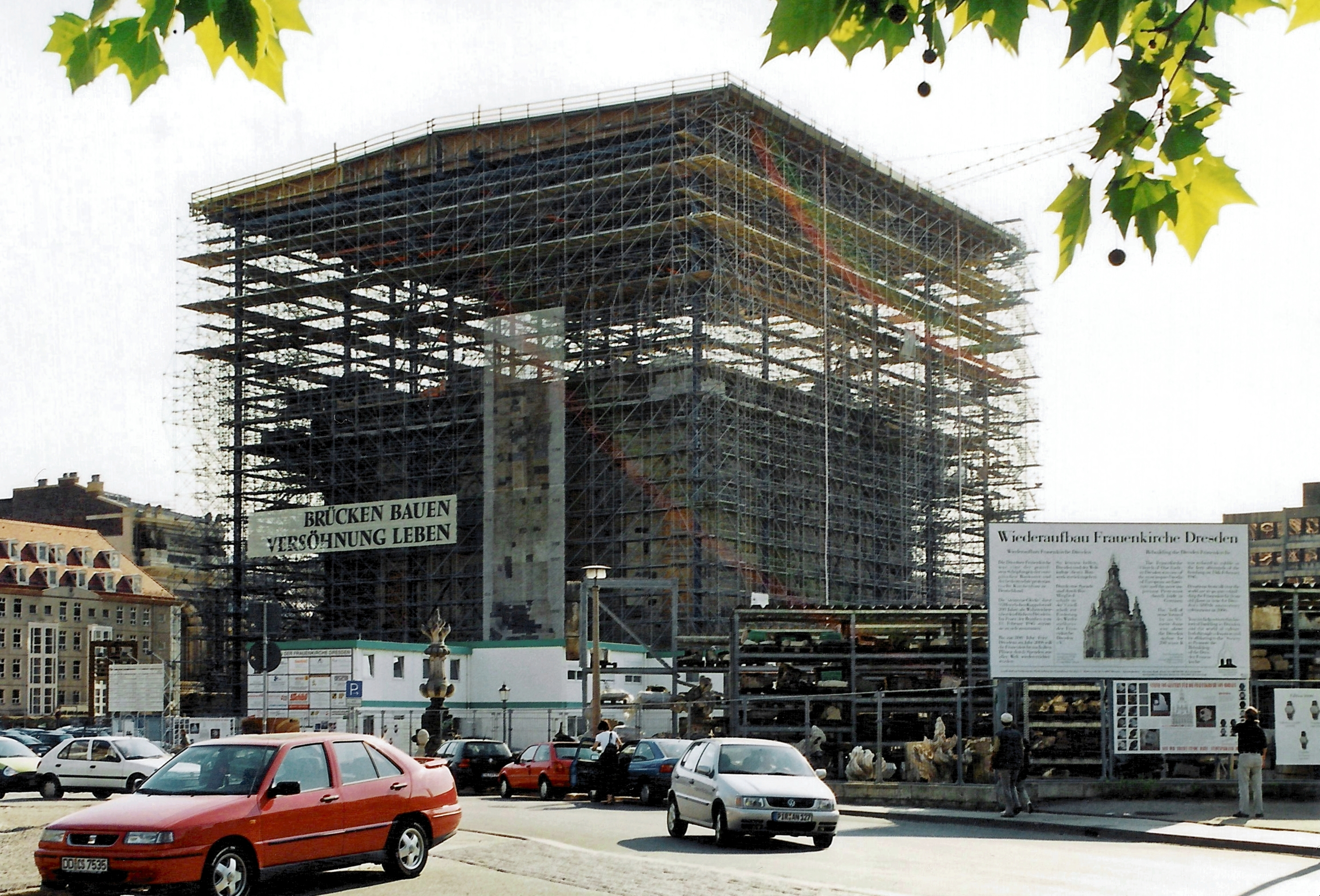
S lešením v roce 2000
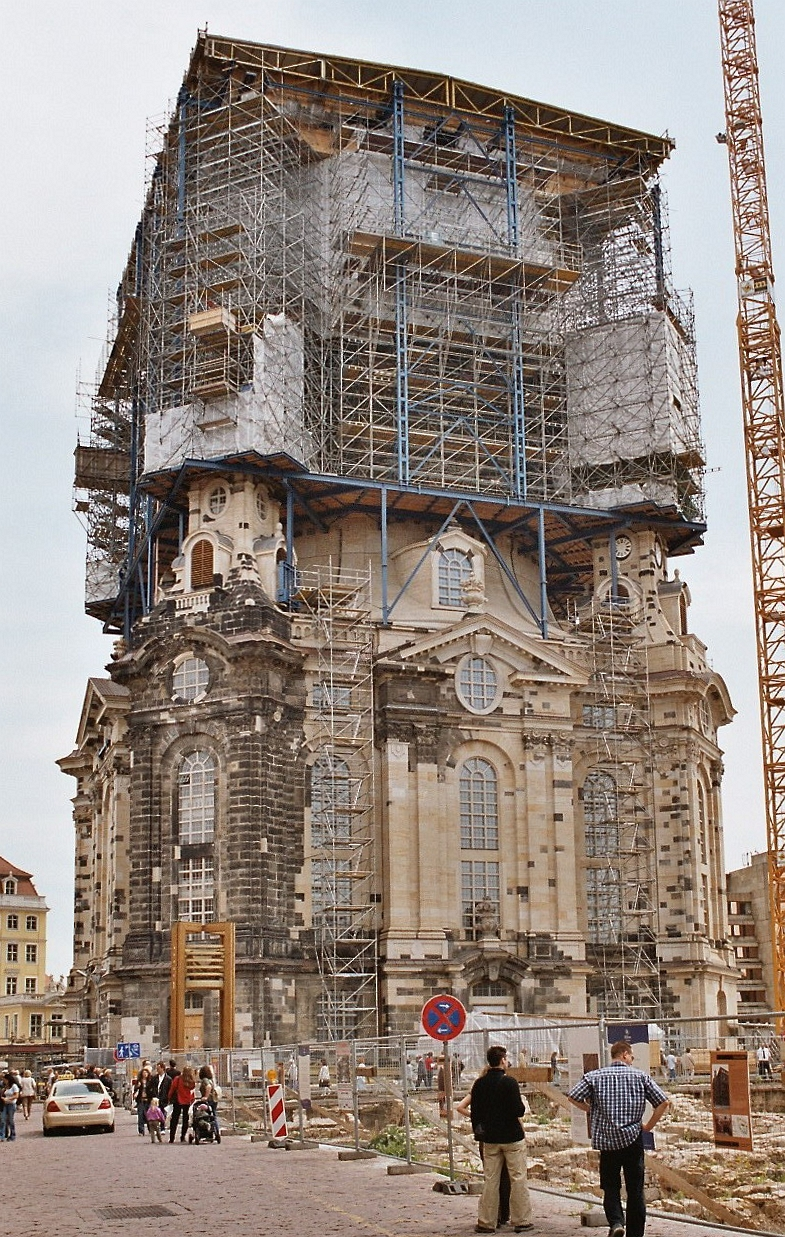
S lešením v 17. května 2003
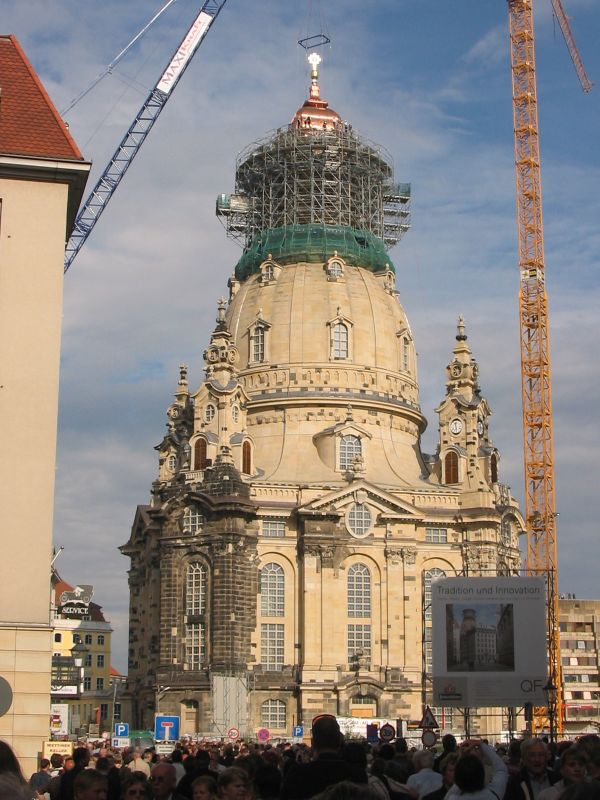
Montáž střechy kupole, 22. června 2004,
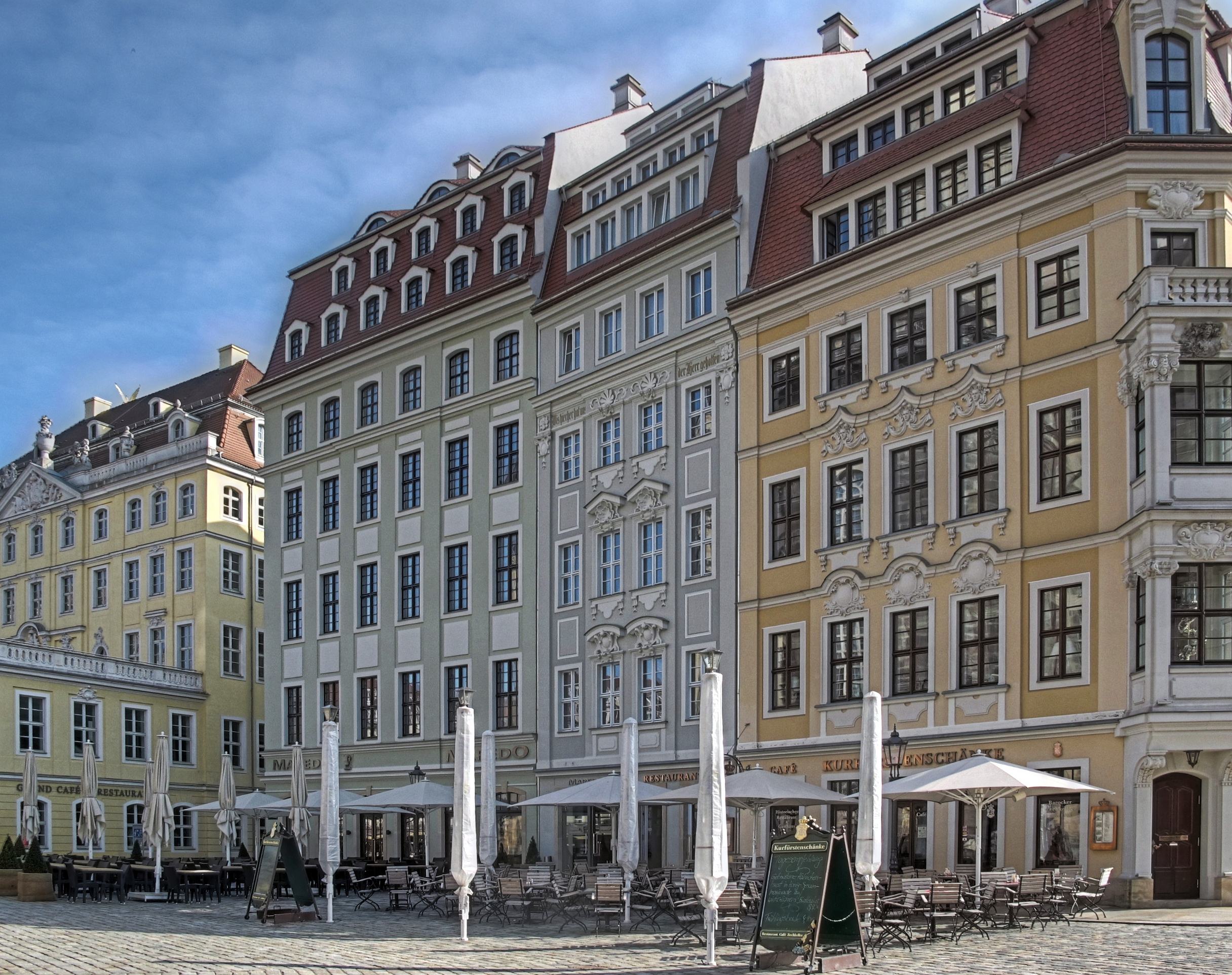
Nová zástavba na náměstí před kostelem (2011)
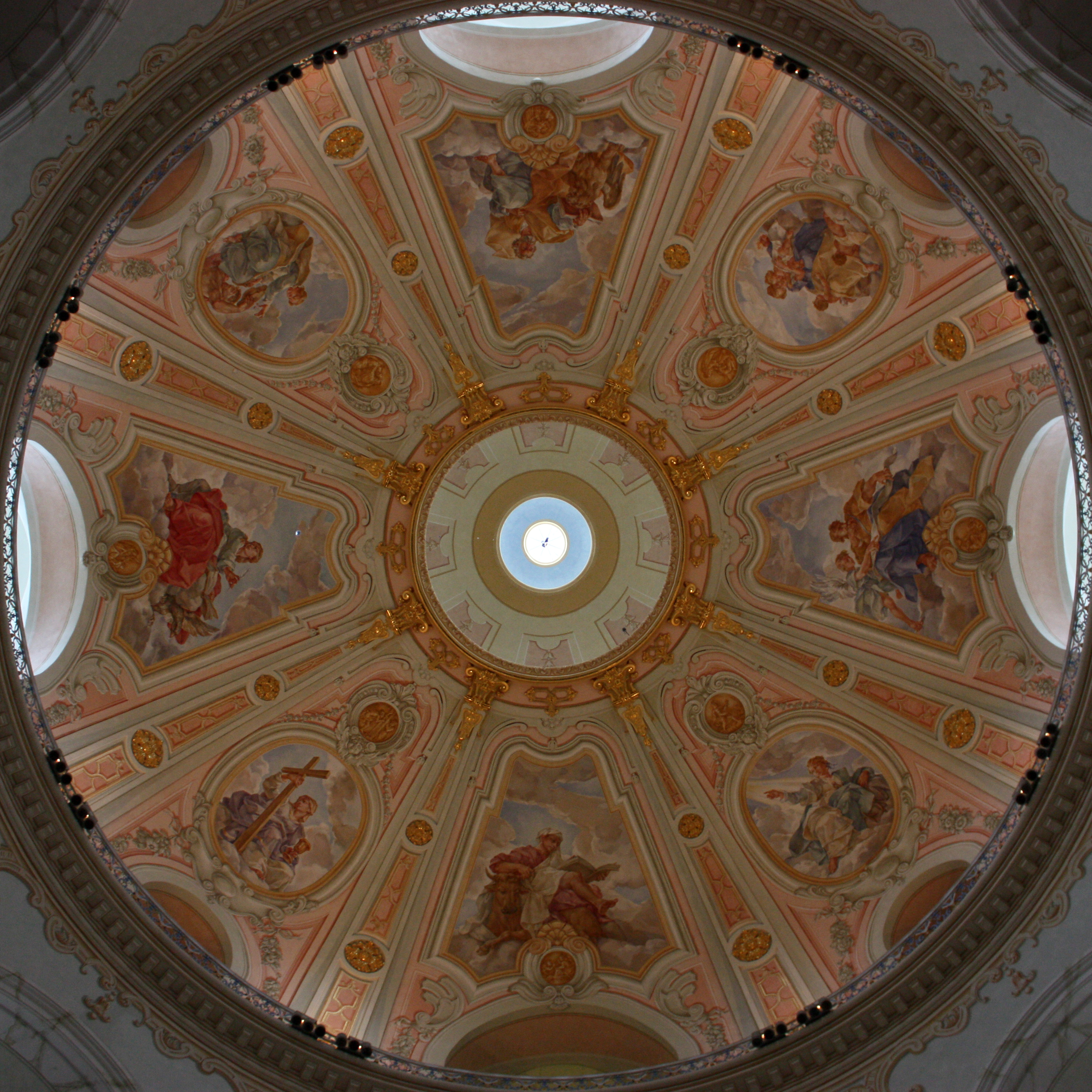
Malby uvnitř kupole